# Badtz-Maru

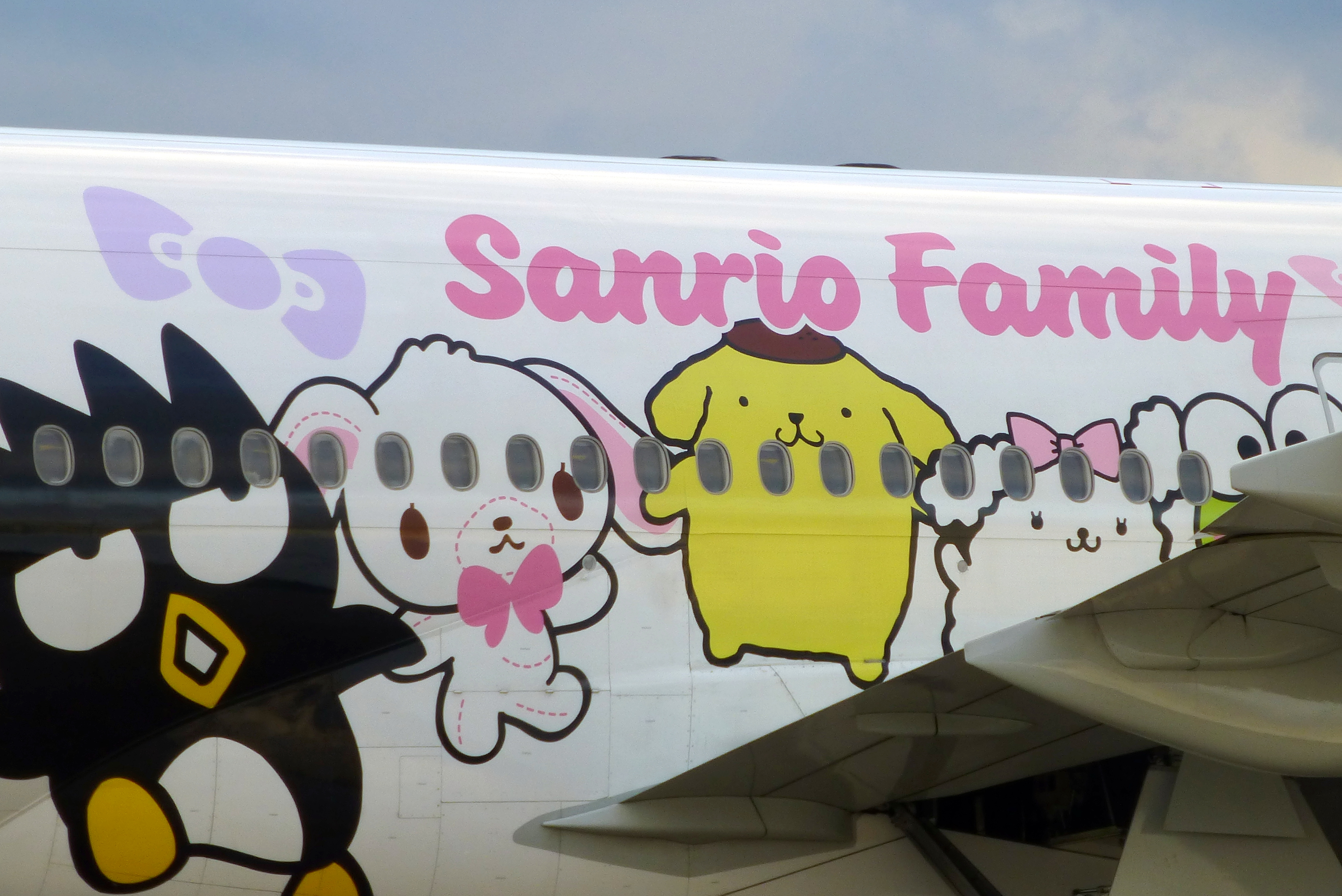
Avión con imágenes de personajes de Sanrio, incluido Badtz Maru

Bad Badtz-Maru (バッドばつ丸 Baddo batsu maru), o simplemente Badtz Maru, es un personaje ficticio creado en 1993 por la compañía japonesa Sanrio. Se trata de un pingüino macho amigo de Hello Kitty que nació en Oahu, Hawái, el 1 de abril de 1993, y que actualmente vive en la tierra inventada de Gorgeous Town, junto a sus padres y hermanos.

## Características
En japonés, "badtz" es un término para representar la X o respuesta incorrecta, mientras que "maru" es un círculo o una O, que representa la respuesta correcta. Figurativamente, su nombre significa "incorrecto-correcto" y usualmente se usa "XO" para referirse a él. Badtz-Maru es uno de los pocos personajes de Sanrio cuyos productos son vendidos tanto a niñas como a niños. A pesar de que no es tan popular como Hello Kitty, los productos relacionados con él son comercializados en casi todas las tiendas de Sanrio en el mundo. 
Badtz-Maru se caracteriza por su actitud mala, traviesa, altanera, y cruel, pero sin embargo Badtz-Maru se caracteriza por ser un pingüino de buen corazón, de buena actitud y de carácter bueno y carismático también y por eso siempre se lleva bien normalmente con sus buenos amigos: Hello Kitty, Dear Daniel, Pocchaco, My Melody y Keroppi. Le gusta coleccionar fotos de los chicos malos de las películas y su sueño para el futuro es ser "el jefe de todo". Sus comidas favoritas son el sushi costoso que compra en la popular zona comercial de Ginza en Tokio y el ramen poripari. 
En 2006, Badtz-Maru fue la mascota de la FIBA World Championship of Basketball, que se llevó a cabo en Japón.

## Familia y amigos
Su padre es un pingüino azul y su madre un pingüino rosado. Tiene tres hermanos, los Bad Twins, de color negro como él, y Bad Tsunko, su hermana menor de color rosado que suele usar un uniforme de enfermera. Su mascota es un cocodrilo bebé llamado Pochi.
Badtz-Maru tiene dos mejores amigos: Pandaba, una panda hembra que nació el 8 de agosto en Iwayama, China y a quien le gusta la música Rap, y Hana Maru, una foca blanca macho que nació el 7 de agosto en un hospital en Londres y a quien le gusta la jardinería y hacer acrobacias con un balón. En contraste a Bad Badtz-Maru, a su amigo foca se lo suele llamar Good Hana Maru.